# Kratonohy
Kratonohy (deutsch Kratenau) ist eine Gemeinde im Okres Hradec Králové in Tschechien.

## Geographie
Kratonohy ist rund 9 Kilometer von Hradec Králové entfernt. Die höchste Erhebung in Kratonohy ist der Hügel Medenec mit einer Höhe von 281 Metern. An Kratonohy grenzende Gemeinden sind Obědovice, Kosičky, Boharyně, Puchlovice, Roudnice und Dobřenice im Okres Hradec Králové bzw. im Královéhradecký kraj sowie Chýšť, Kasalice und Pravy im Okres Pardubice bzw. im Pardubický kraj.
Das Gebiet der Gemeinde ist hauptsächlich von landwirtschaftlich genutzten Flächen geprägt, es gibt im Süden aber auch Wälder. Es fließen mehrere Flüsse horizontal durch den Ort, zudem gibt es vier Teiche im Ort: Hluboký rybník, Podhájský rybník, Podhájský rybník und Rybníčky u Kratonoh. Zu wichtigen Einrichtungen in Kratonohy zählen eine Tankstelle, eine Grundschule, ein Kindergarten, ein Altenheim und ein Geschäft für Lebensmittel.

### Verkehr
In der Gemeinde verläuft zwischen den beiden Ortsteilen seit 1873 die Bahnstrecke Hradec Králové–Chlumec nad Cidlinou. Ein einfacher Bahnhof mit Bahnsteig ist im Gemeindegebiet vorhanden. Zudem gibt es Landstraßen, die Kratonohy an die umliegenden Gemeinden anbinden.

## Geschichte
Kratonohy wurde 1316 erstmals als „Cratonoch“ urkundlich erwähnt. Spätere Namen waren Cratonoh, Krathonoh, Crathonoh und Kratonozie. Der Name leitet sich von einer spöttischen Bezeichnung für vermeintlich kurzbeinige Einwohner des Dorfs ab. Der Ortsteil Michnovka, ursprünglich ein Hof, wurde erstmals 1720 urkundlich als Michnowitz erwähnt. Spätere Namen waren Michnowitz, Michnanka, Michnowka und Michňovka. Benannt wurde dieser Ortsteil nach seinem Besitzer.
Es wird vermutet, dass es bereits im 14. Jahrhundert eine Festung in Kratonohy gab, allerdings stammen die ersten Nachweise für die Existenz dieser lediglich aus dem 16. Jahrhundert. Seit dem 17. Jahrhundert gilt die Festung als nicht mehr bestehend. 1452 wurde in Kratonohy ein Damm errichtet. 1710 wurde in Kratonohy eine neue Kirche erbaut. Später baute man an der Stelle der alten Festung ein Schloss. Weiterhin wurde eine Pfarrschule eröffnet. Am 24. März 1775 fand in Kratonohy ein Bauernaufstand statt, der das Schloss verwüstete und den Verwalter zur Flucht brachte. Danach wurde das Schloss wiederaufgebaut. 1835 wurde eine Ziegelei in Kratonohy erwähnt. 1877 gab es im Dorf acht Juden und ein Protestanten. Es gab eine Brauerei, eine Weinkellerei, einen Schafstall, ein Jagdhaus und eine Mühle im Dorf.
Von 1870 bis 1877 wurde in Kratonohy eine neue Schule gebaut, wo der Schriftsteller Rudolf Medek bis zum Ersten Weltkrieg unterrichtete.

## Ortsteile
- Kratonohy (Kratenau)
- Michnovka (Münchhof)

## Bevölkerungsentwicklung
| Jahr      | 1869 | 1880 | 1890 | 1900 | 1910 | 1921 | 1930 | 1950 | 1961 | 1970 | 1980 | 1991 | 2001 | 2011 | 2021 |
| --------- | ---- | ---- | ---- | ---- | ---- | ---- | ---- | ---- | ---- | ---- | ---- | ---- | ---- | ---- | ---- |
| Einwohner | 873  | 919  | 923  | 867  | 776  | 800  | 821  | 731  | 649  | 567  | 573  | 551  | 548  | 590  | 616  |

## Sehenswürdigkeiten
- Ehemaliges Schloss
- Schlosstor
- Kirche St. Jakobus
- Statue des Heiligen Johannes von Nepomuk
- Kapelle am Friedhof

## Persönlichkeiten
- Jaroslav Čihák (1891–1944), Soldat, Legionär und General

## Galerie

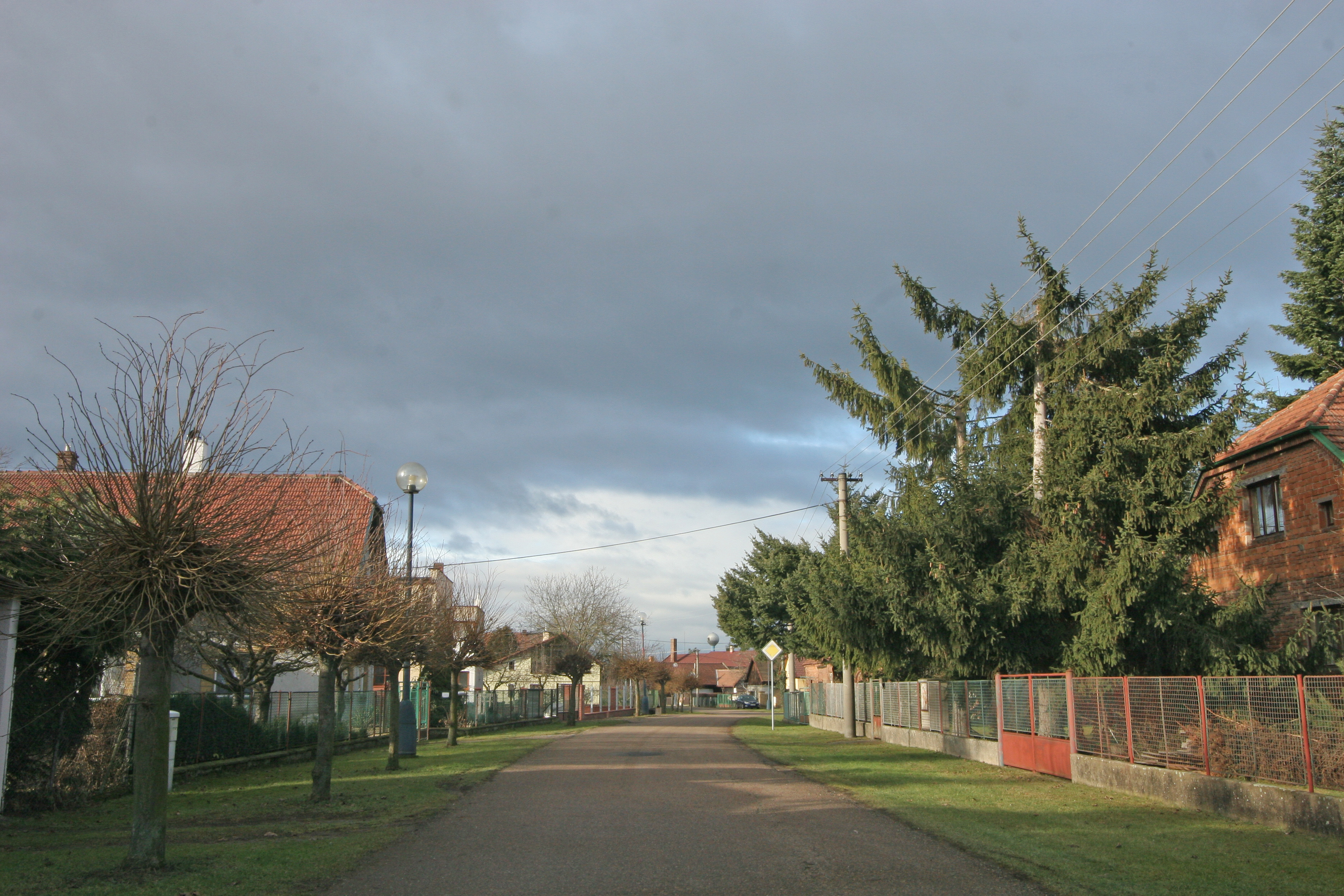
Straße in Kratonohy
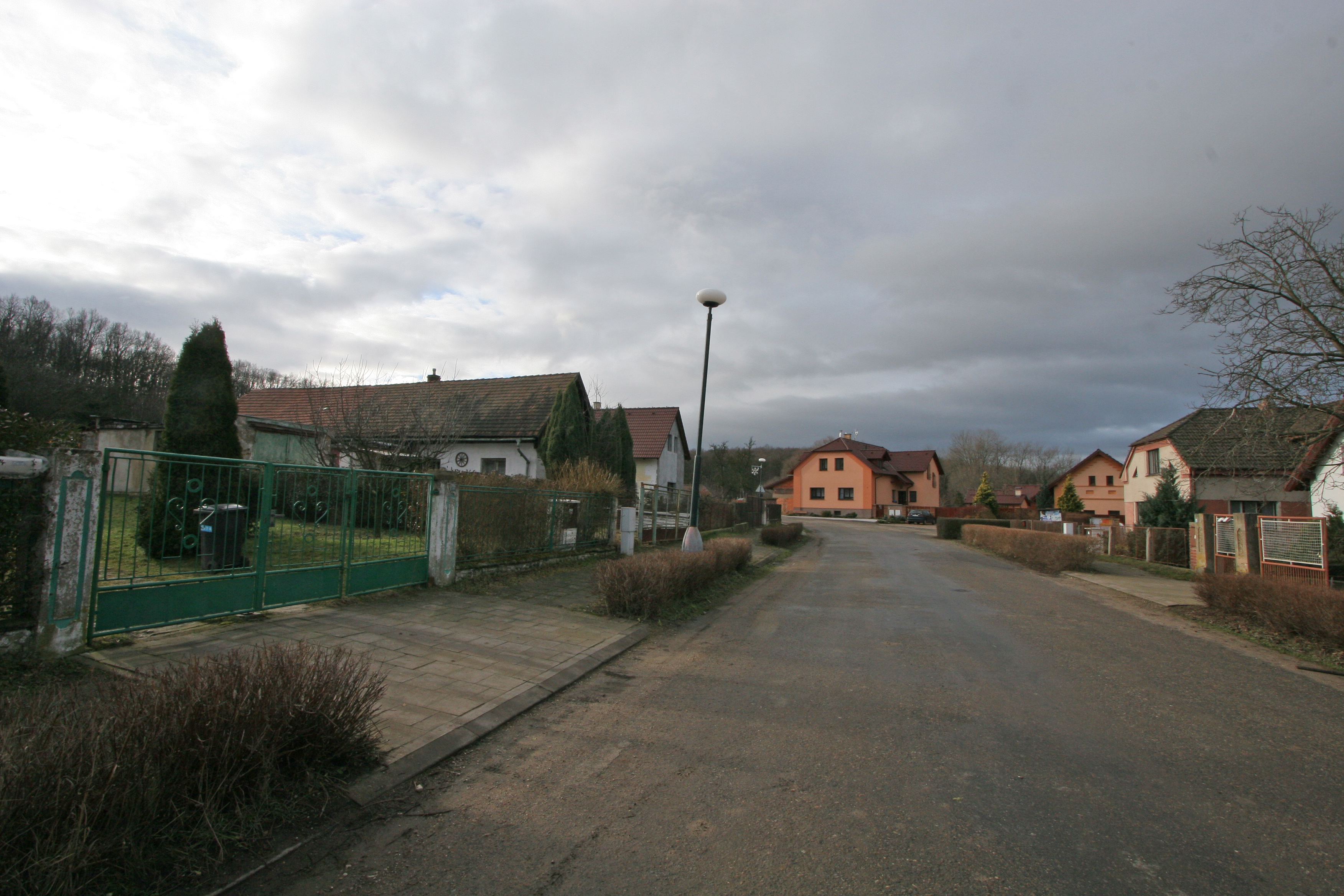
Ortsteil Michnovka
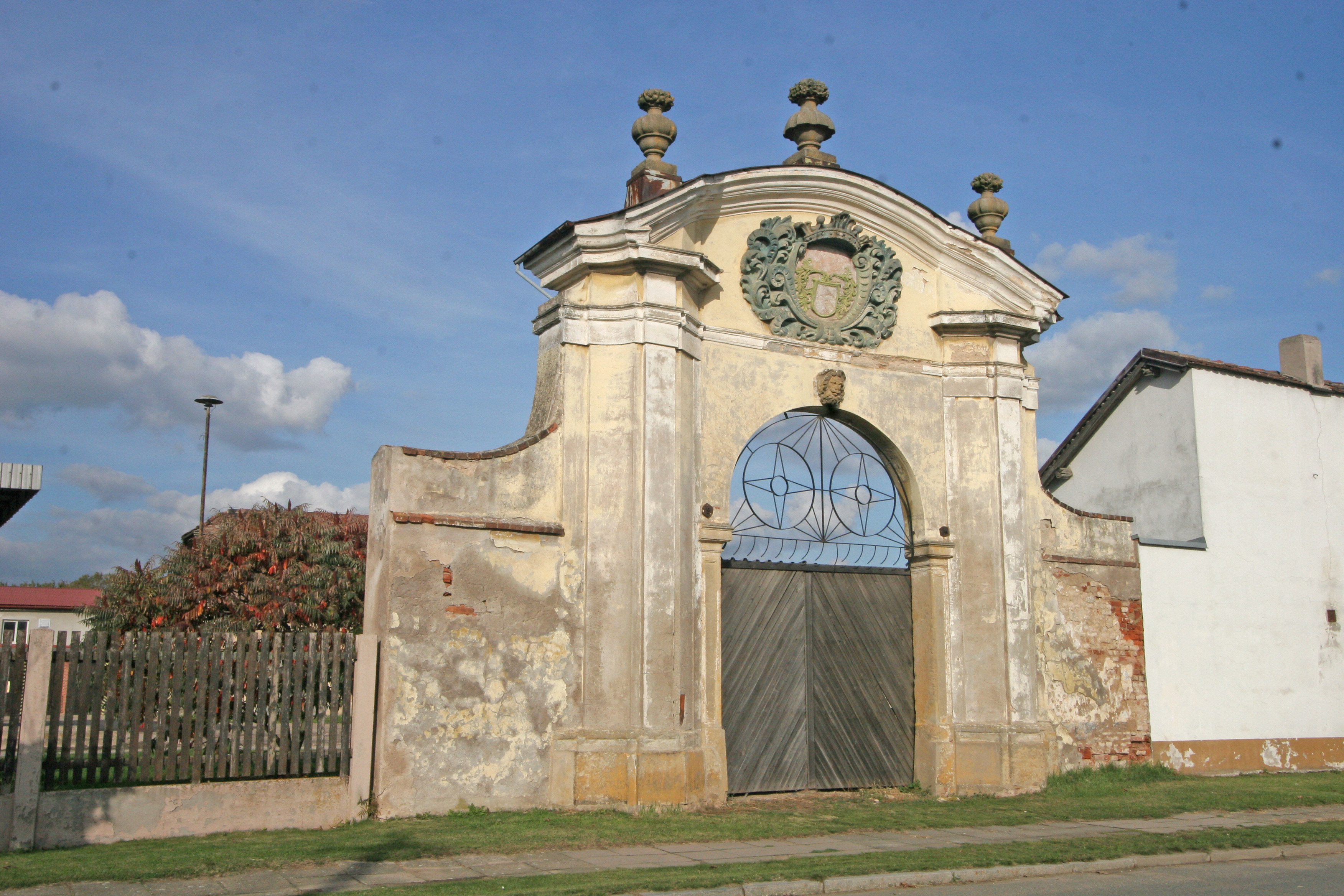
Schlosstor
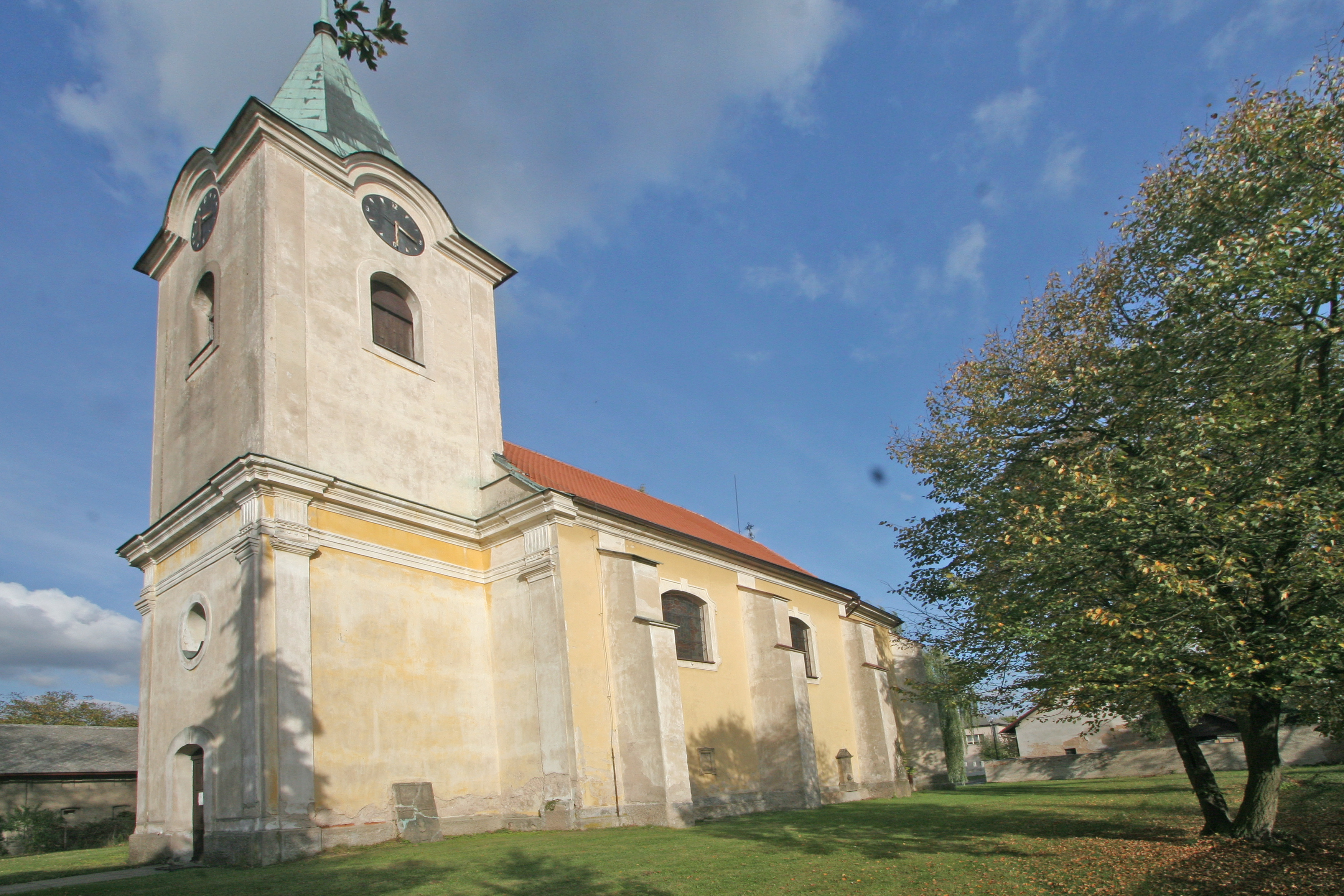
Kirche St. Jakobus
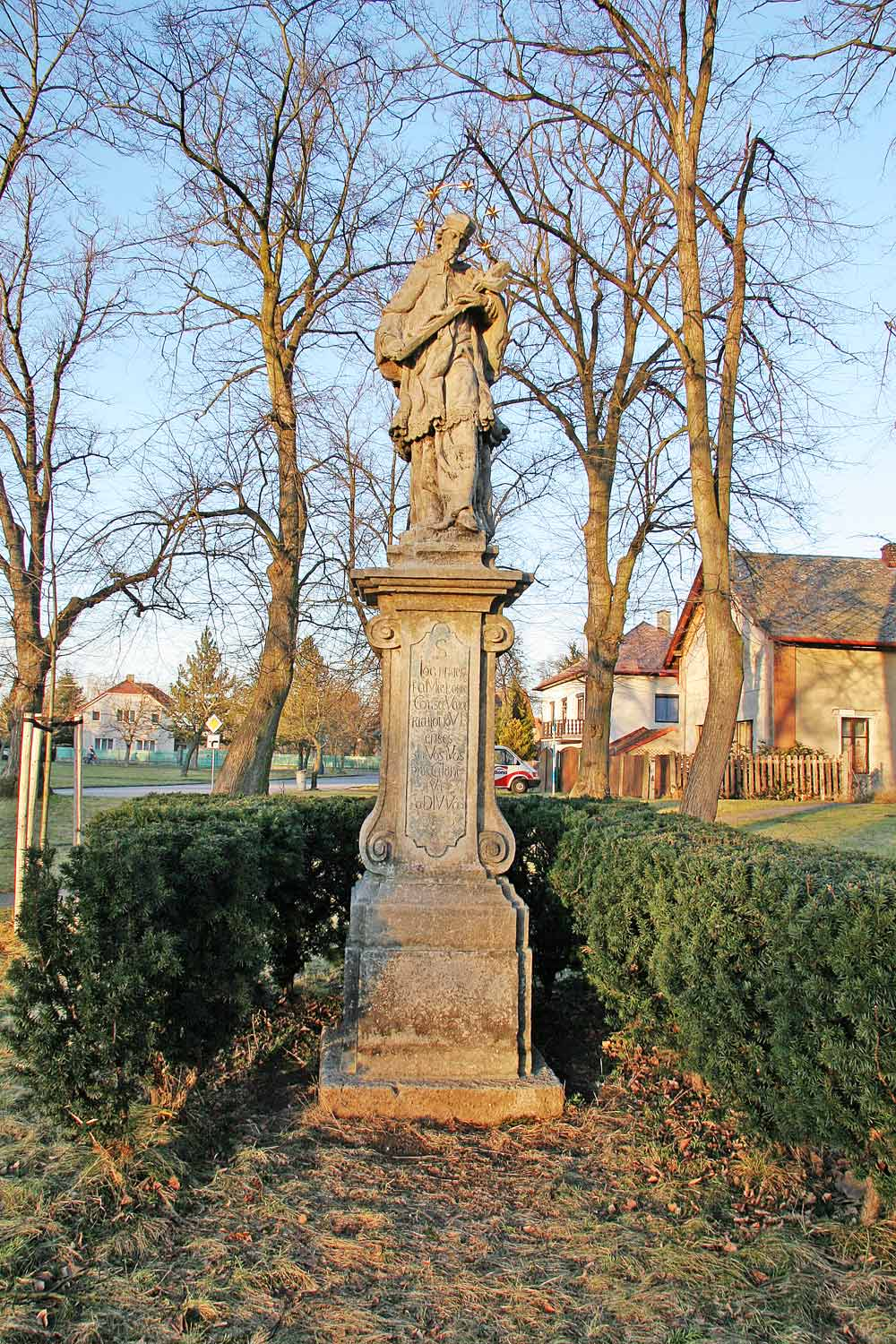
Statue des Heiligen Johannes von Nepomuk
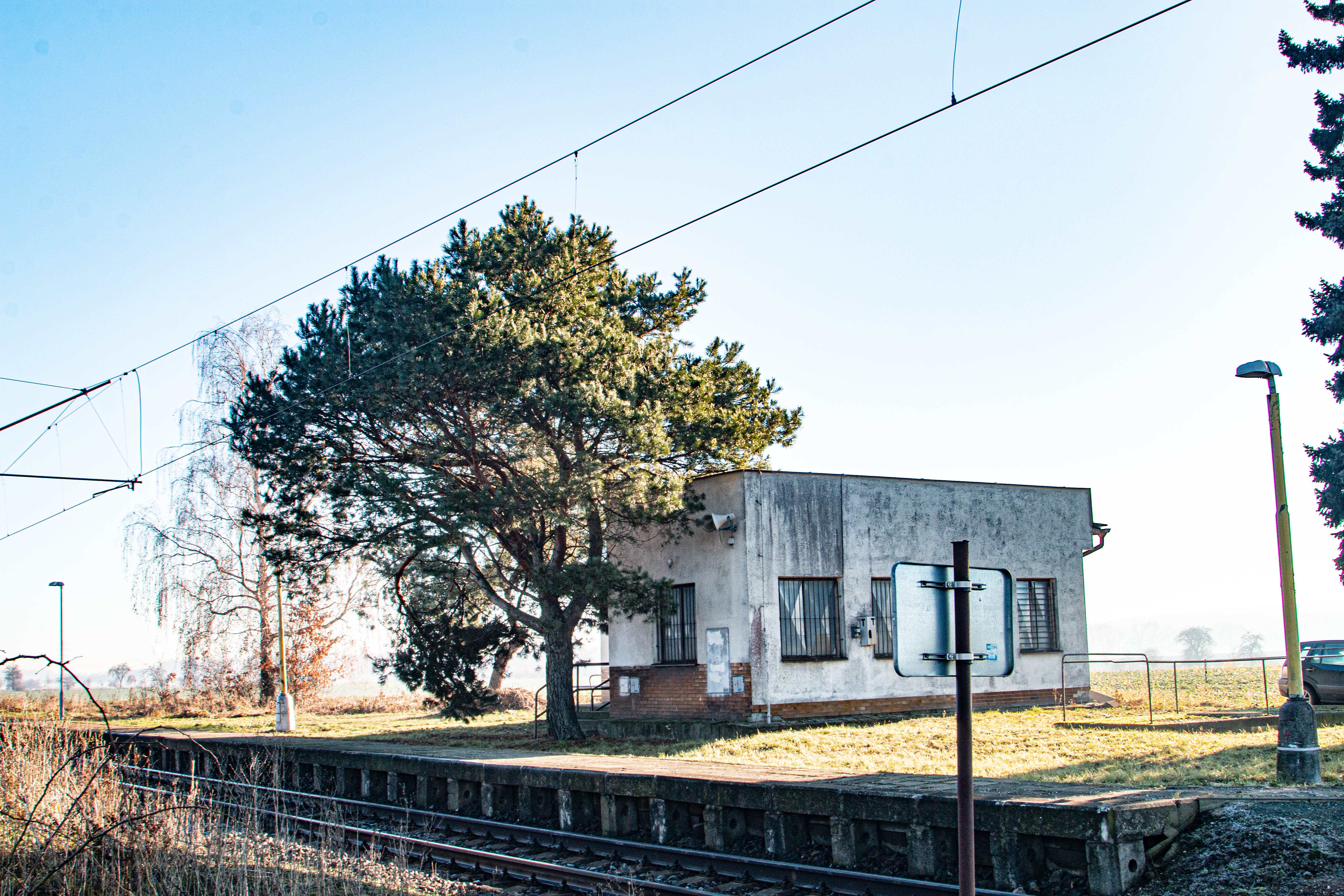
Bahnhof